# Maruška Šinković-Kalogjera
Maruška Šinković-Kalogjera (Maruška Kalogjera, r. kao Maruška Šinković) (Split, 27. travnja 1936.), hrvatska pjevačica zabavne glazbe i manekenka.

## Životopis
Rodila se u Splitu 1936. godine. Završila je glazbenu školu u Splitu, smjer violončelistice. Nakon završekta školovanja 1957. godine krenula je u pjevačke vode. Prvi je put nastupila koncem 50-ih kao članica vokalne grupe s orkestrom Miće Brajevića, kad je u splitskom HNK pjevala američke evergreene. Uspjesi su stigli brzo. Pobijedila je na splitskom radijskom glazbenom festivalu Mikrofon je vaš. Natjecala se na Melodijama Jadrana odnosno Splitskom festivalu.
Surađivala je sa skladateljima, tekstopiscima i aranžerima kao što su Stipica Kalogjera, Ivica Krajač, Zdenko Runjić, Đeki Srbljenović, Stijepo Mijović, Vinko Lesić, Tomislav Zuppa, Branko Mihaljević, Alfi Kabiljo, Arsen Dedić i pjevačima kao što su Vice Vukov, Ivo Robić, Toni Kljaković, Gabi Novak, Tereza Kesovija, Bety Jurković, Marko Novosel i dr. Od 1969. godine živi u Zagrebu.
Za pjesmu Ča je bilo, tega više ni, koju je izvela na splitskom festivalu 1973. godine, osvojila je prvu nagradu stručnog ocjenjivačkog suda, prvu nagradu publike, a skladba je dobila nagradu za najbolje stihove.
Pjevala je u kvartetu Marjanu. Nastupala je na hrvatskoj televiziji i televizijskim kućama ondašnje Jugoslavije, na talijanskoj, belgijskoj, poljskoj i njemačkoj televiziji. Nekoliko je godina djelovala u Beču. Išla je na turneje po Poljskoj, bivšem SSSR-u, Australiji i Kanadi. 
Supruga je pokojnog Stipice Kalogjere.

## Diskografija
Snimila je 5 singlica, 1 LP ploču i veći broj snimaka za Radio Zagreb. 

### Singlice
- Poljubac za zbogom/Crvene ruže, Jugoton, 1969.
- Split '72 (Decembarska pisma/Dani prolaze sami), 1972.
- Split '73 (Ča je bilo, tega više ni[2]/Dani ča i' nima[3]), 1973.